# Dur Dur Band
Dur Dur Band — сомалийская музыкальная группа из Могадишо появившаяся в 1980-ых годах, ставшая одной из самых известных музыкальных групп Сомали в те времена. Они получили огромную популярность благодаря их уникальному звучанию, которое сочетает в себе элементы фанка и диско с элементами соула.

## Название
Слово «Dur Dur» с сомалийского языка означает «весна».

## История
Dur Dur Band была создана в 1980-ые года в Могадишо, столице Сомали. Первоначальное название группы было Muqdisho Funk, Disco, Soul Band. Создатели группы были вдохновленны Майклом Джексоном, Бобом Марли и Сантаной. Группа сделала большой вклад в творческую культуру Африканского Рога. В Национальном театре Сомали и на Радио Могадишо было сделано тысячи записей песен группы, которые позже играли в ночных клубах в знаменитых сомалийских отелях Джуба, Джазира Пелейс и Аль-Куруба. Популярность группа обрела в середине 1980-ых годов из-за их уникального звучания, благодаря которому они штурмом взяли сомалийскую поп-культуру и стали популярными не только у себя на родине, но и в Эфиопии, Джибути и Кении. Также, благодаря группе в Сомали начали популяризировать музыкальные сцены. По состоянию на 1987 год в состав группы входили: Сахра Абукар Даво, Абдинур Алан Далджир, Мохаммед Ахмед Комаль и Абдукадир Майо Буунис (вокалисты), Абукар Дахир Касим и Юсуф Абди Хаджи Алееви (гитаристы), Абдиллахи Уджири (бас-гитарист), Али Дере (трубист), Муза Мохаммед Арачи и Абдул Женей (саксофонисты), Эйсе Дахир Касим (клавишные), Мохаммед Али Мохаммед (басист), Адан Мохаммед Али Хандал (ударные), Ооайе Эйсе и Али Биша (конгисты), Мохаммед Карма, Дахир Яри и Мурджаан Рамандан (бэк-вокалисты), и Ибрагим Исмаил Сугулле под псевдонимом Сураан в качестве автора текстов песен.
После начала Гражданской войны в Сомали в начале 1990-ых годов, участники группы сбежали за границу в разные страны мира, из-за чего группа потерпела крах, и участники группы сбежавшие в Эфиопию обосновались в Аддис-Абебе, где они записали ещё несколько альбомов и выпустили дюжину записей, прежде чем группа окончательно распалась. Самая известная участница группы Сахра Абукар Даво, которая живя в Сомали была замужем за Эйсе Дахиром Касимом, после начала гражданской войны иммигрировала в США, и вышла замуж за вокалиста группы Абдинура Адана Далджира. На данный момент, пара проживает в штате Огайо.
В марте 2013 года лейбл Awesome Tapes From Africa переиздал кассетный релиз Volume 5 написанный группой в 1987 году на виниле, CD и кассетах. Релиз получил широкое признание музыкальных критиков.
В ноябре 2014 года группа воссоединилась исключительно для одного выступления в Культурном центре «Cedar» в рамках сомалийской культурной программы «Midnimo».

## Dur Dur Band International
Dur Dur Band International — музыкальная группа созданная в сентябре 2011 года в Лондоне, группа является возрождением Dur Dur Band. Основателями группы являются Абдиллахи Уджири и Либан Ноа, а её участниками на данный момент являются Мохаммед Карма, Мохаммед Ахмед Комаль и Хасан Уджири. Лидерами группы на данный момент являются Абдиллахи Уджири, Фадумина Хиловлех, Мустафа Т.Т, Джама Яре, Акила, Саид Хусейн, Салех Хариари, Амар, Али Атторе, Омар Тисиоу, Юсуф Наджи, Мохаммед Шериф и Мустафа Карма. В настоящее время группа до сих пор существует и выступает по всему миру